# Leandro Vega
Leandro Sebastián Vega (Buenos Aires, 27 de maio de 1996) é um futebolista profissional argentino que atua como defensor, atualmente defende o River Plate.

## Carreira

### River Plate
Leandro Vega se profissionalizou no River Plate, em 2015.
Leandro Vega integrou o River Plate na campanha vitoriosa da Libertadores da América de 2015.

## Seleção
Leandro Vega fez parte do elenco da Seleção Argentina de Futebol nas Olimpíadas de 2016.

## Títulos
River Plate
- Copa Sul-Americana: 2014